# Marco Borriello
Marco Borriello (Nápoly, 1982. június 18. –) olasz labdarúgócsatár.

## Pályafutása

### Klubcsapatban
Ifiként az AC Milanban kezdete a pályafutását, majd itt is mutatkozott be a Serie A-ban, a 2002–2003-as szezonban.
2006. december 21-én (ez volt az első teljes szezonja Milánóban) egy ellenőrzés során doppingszert találtak a vérében. 2007 februárjában, mikor bebizonyosodott, hogy a labdarúgó doppingszerrel élt, március 21-ig eltiltották. Június 21-én a Genoa 1,5 millió euróért megvette a játékos tulajdonjogának felét.
Itt csak egy szezont töltött, 19 találattal harmadik lett a góllövőlistán, Del Piero és Trezeguet mögött. A Milan visszavásárolta a 2008–2009-es szezonra.
2008. május 29-én visszatérhetett Milánóba. A 2008–2009-es szezonban csak 7 mérkőzésen léphetett pályára sérülés miatt.
A 2010–2011-es évben az AS Roma kölcsönjátékosa lett. Az opciós jog miatt a Roma 10 millió euróért megvette az év végén.
A 2011–2012-es szezonban azonban Luis Enrique vezetőedző érkezésével kiszorult a kezdőcsapatból. Egész ősszel 2 mérkőzésen lépett pályára, így télen a Juventus FC Antonio Conte külön kérésére kölcsönvette a tavaszi szezonra 1 millió euróért cserébe, további 7,5 millió eurós nyári opciós joggal.

### A válogatottban
2008. február 6-án, a portugálok elleni barátságos meccsen debütált az olasz nemzeti válogatottban. Valamint Donadoni kapitány, nevezte a 2008-as olasz Eb keretbe is.

## Magánélete
Édesapja még gyerekkorában meghalt. Édesanyjával Margeritával, és testvéreivel, Fabioval és Piergiorgioval Nápolyban éltek. Jelenleg nőtlen.

## Sikerei, díjai

### Klubcsapatban

#### Nemzeti
- Serie A: 1
  - Milan: 2003–2004

#### Nemzetközi
- UEFA-szuperkupa: 1
  - Milan: 2003
- Bajnokok Ligája: 1
  - Milan: 2006–2007